# 藤原超子
藤原超子（954年（天历八年）左右—982年2月24日（天元五年正月二十八）），日本平安时代中期冷泉天皇的后妃之一。父藤原兼家，母藤原时姬，子三条天皇等。

## 人物生平
藤原兼家的长女，同母兄弟是赫赫有名的“三道”，即兄藤原道隆、弟藤原道兼、藤原道长，同母妹为日本史上第一位女院——东三条院藤原诠子。
康保4年10月11日（967年11月15日）冷泉天皇继位，超子于翌安和元年（968年）以御匣殿别当的身份入内。同年封女御，授从四位下。和她同時受封为女御的亦有冷泉天皇尚在东宫时就入内侍奉的姑姑藤原怤子（父兼家的同母妹）。当时兼家的职位仅为藏人头，開了自己猶未受授从三位成为公卿，而女儿已是女御的先例。
超子入内后，与素有“心病”（精神病）的冷泉天皇陆续生下光子内亲王、居贞亲王（ 即三條天皇）、为尊亲王、敦道亲王等1女3子，为父亲兼家的后宫計劃贡献三位珍贵的皇子。
然而在天元五年（982年）正月，超子與兄弟们一起守庚申，超子當時扶着椅子睡着，到了白天也未醒来，竟就此死去。享年28岁左右。入葬藤原氏一族的族墓「宇治陵」。
其成活的3子后皆由父亲兼家抚养，兼家最爱居贞亲王，常说这个孙儿最像他。在超子之妹诠子所生的一条天皇即位后，在兼家的主持下，居贞亲王獲立为一条天皇的东宫。一条天皇在位25年，堪称日久，所以居贞亲王最终登基时年已30多歲，是为三条天皇。
三条天皇追封母亲超子为皇太后，诏书写道：
|    | 至德要道之训，孝行长存。三传一旨之文，母仪是貴。诚知，仁义之基，莫大于孝。呜呼哀哉！朕之先妣，当少日而乖恩爱。耳悲故老之言，临长年而知哀伤，心切畴昔之思。岁月虽旧，恋慕如新。尝无助天下于内诏之日，今变坟松于椒房之风。其以所生藤原氏为皇太后。国忌、山陵，一如旧典。 |
| —— | |

## 轶事
在超子因彻夜守庚申去世后，传说自此其家族不再让女子参与守庚申的之事。

## 子女
- 光子内亲王 （973-975）
- 三条天皇（居贞亲王）（976-1017）
- 为尊亲王 （977-1002）
- 敦道亲王 （981-1007）